# Holy Hill

Holy Hill church är en katolsk kyrka som är belägen i Hubertus i sydöstra delen av delstaten Wisconsin i USA. Platsen där kyrkan ligger är högsta punkten i Wisconsin.
År 1920 uppfördes en byggnad som numera är känd som det gamla klostret. Kyrkans nuvarande huvudbyggnad invigdes 1931. Åren 2002 till 2006 genomgick kyrkan en renovering.